# Кашине Ачето (Алесандрија)
Кашине Ачето је насеље у Италији у округу Алесандрија, региону Пијемонт.
Према процени из 2011. у насељу је живело 29 становника. Насеље се налази на надморској висини од 159 м.